# Kuoujajåkka
Kuoujajåkka is een rivier annex beek, die stroomt in de Zweedse gemeente Kiruna. De rivier ontstaat als een aantal bergbeken, waaronder de Hoharivier samenstromen en naar het zuiden gaan. Nabij de berg Guovja stroomt de 16810 meter lange rivier in de Lainiorivier.
Afwatering: Kuoujajåkka → Lainiorivier → Torne → Botnische Golf